# Edoardo Ottavi
Edoardo Ottavi (Ajaccio, 7 giugno 1860 – Casale Monferrato, 18 settembre 1917) è stato un agronomo, divulgatore scientifico e politico francese naturalizzato italiano.

## Biografia
Tra i dieci figli dell'agronomo Giuseppe Antonio, nel 1882 si è laureato in Scienze agrarie presso l'Istituto Superiore di Agricoltura di Milano e ha poi dedicato la propria vita alle istanze di modernizzazione nel campo dell'agricoltura, con particolare riferimento alla viticoltura, cercandone di propagandare gli aspetti teorici e pratici anche in chiave pedagogica. In questo ambito rientrano, ad esempio, i suoi studi e le sue traduzioni di opere sulla fillossera e sulla peronospora, oltre all'attenzione prestata alle misure di prevenzione per i danni causati alle colture dalla grandine.
È stato lungamente deputato del Regno d'Italia, per il collegio di Vigonza prima, per quello di Conegliano poi. Si è attestato su posizioni sonniniane, tanto da essere stato nominato sottosegretario di Stato sia nel Governo Sonnino I che nel Governo Sonnino II. Ha sostituito il marchese Cappelli al vertice della Società degli Agricoltori Italiani, che ha presieduto dal 1911 al 1917.
La maggior parte dei suoi scritti è stata pubblicata in una collana editoriale, la «Biblioteca Agraria Ottavi», da lui fondata. Insieme ad Arturo Marescalchi ha diretto e realizzato la Bibliographia agronomica universalis in otto volumi (1903-1904), un repertorio bibliografico in francese sulle pubblicazioni relative all'agricoltura. Ha altresì diretto il «Coltivatore», che era stato fondato dal padre nel 1855, nonché, dopo la scomparsa del fratello Ottavio, il «Giornale vinicolo italiano».

## Opere principali

### Agricoltura varia
- Il vademecum dell'agricoltore, Cassone, Casale 1885 (X ed. nel 1931).
- Esperienze fatte nel fruttato del podere la Cardella, anni 1888-89, Cassone, Casale 1889.
- La coltivazione delle fragole a Borgo S. Martino, Cassone, Casale 1889.
- Gli spari contro la grandine in stiria. Note di viaggio, Cassone, Casal 1899 (IV ed.; I ed. francese Perroux 1899)
- Come si combattono le malattie e gli insetti delle piante coltivate, Cassone, Casale 1900.
- Vino ed olio nei trattati di commercio colle Potenze Centrali, Cassone, Casale 1901.
- (con A. Marescalchi), Contro le malattie e gli insetti delle piante agrarie. Ricette e formulario, Cassone, Casale 1909 (IV ed. 1933)
- La politica doganale e le nostre esportazioni agrarie nel dopo guerra, in «Atti della R. Accademia dei georgofili», s. V, 1917, vol. 14, pp. 32.

### Vitivinicoltura
- Vini e aceti di lussi, Cassone, Casale 1878 (VIII ed. 1930).
- I sostegni per le viti. Monografia completa della canna comune, Cassone, Casale 1883.
- La lotta Contro la filossera. Escursioni viticole nel Mezzogiorno della Francia, Cassone, Casale 1885.
- La pratica negli innesti per la vite, Cassone, Casale 1886.
- (a cura di), V. Pulliat, Manuale dell'innestatore di viti, Cassone, Casale 1886.
- La mostra vinicola di Lione (15-18 settembre 1887). Impressioni e note, Cassone, Casale 1888.
- Peronospora ed erinosi. Istruzione popolare pei contadini, Cassone, Casale 1888.
- (a cura di), F. Sahut, Le viti americane: loro innesto e potatura, Cassone, Casale 1890.
- Il calendario della peronospora, Cassone, Casale 1891.
- Sulle viti americane e sull'innesto : conferenza tenuta a Roma il giorno 5 aprile 1891, Cassone, Casale 1891.
- L'arte di fare il vino nelle annate cattive, Cassone, Casale 1895 (IV ed. 1911)
- (con A. Marescalchi), L'aceto, Cassone, Casale 1896 (VI ed. 1927).
- Vademecum del commerciante di uve e di vini in Italia, Cassone, Casale 1897.
- La filossera. Come riconoscerla, suo ciclo biologico, rimedi, pregiudizi, Cassone, Casale 1901.
- (con A. Marescalchi), I residui della vinificazione, Cassone, Casale 1901.
- (con A. Marescalchi), L'uva e le sue nuove utilizzazioni, Cassone, Casale 1909.

### Guide enologiche
- Guida vinicola del Piemonte e dell'oltrepò, Cassone, Casale 1902.
- (con A. Marescalchi), Guida vinicola della Toscana, Cassone, Casale 1902.
- (con A. Marescalchi), Guida vinicola delle Puglie, della Basilicata e delle Calabrie, Cassone, Casale 1902.
- (con A. Marescalchi), Guida vinicola della Sicilia, Cassone, Casale 1902.